# Ptghavan
Ptghavan (in armeno Պտղավան?, chiamato anche Pkhtavan) è un comune dell'Armenia di 903 abitanti (2001) della provincia di Tavush.